# Ногалес Мендес, Рафаэль де
Рафаэ́ль Инчауспе Ме́ндес, более известный как Рафаэ́ль де Нога́лес Ме́ндес (исп. Rafael de Nogales Méndez; 14 октября 1879, Сан-Кристобаль, штат Тачира, Венесуэла — 10 июля 1936, Панама (город), Панама) — венесуэльский солдат, авантюрист и писатель, служивший в армии Османской империи во время Первой мировой войны (1914—1918). На протяжении своей жизни много путешествовал и сражался во многих войнах.

## Ранняя жизнь
Родился в расположенном в Андах Сан-Кристобале, происходил из уважаемой семьи: его отец был потомком борца за независимость Венесуэлы Педро Луиса де Инчауспе, мать происходила из семьи конкистадора Диего де Мендеса. Свою баскскую фамилию «Инчауспе», означавшую «грецкий орех», он ещё в ранние годы сменил на аналогичную по смыслу испанскую — «Ногалес».
В молодости отец отправил его учиться в Европу, где он начал получать образование в университетах Германии, Испании и Бельгии, в частности, в Университете Барселоны и католическом университете Лёвена, но вскоре почувствовал тягу к военной службе, поэтому окончил Бельгийскую королевскую военную академию и в возрасте 18 лет стал лейтенантом испанской армии.
Начав путешествовать в те регионы мира, где шли войны, он принял участие в нескольких военных конфликтах конца XIX и начала XX века: сражался в составе испанской армии против американцев в Испано-американской войне 1898 года, где под Сантьяго-де-Куба получил первое ранение, в 1902 году участвовал в Венесуэльской революции, в 1904 году, оказавшись в 1903 году в Китае, — в Русско-японской войне в качестве британского шпиона. В последующие годы он был охотником на пушных зверей на Аляске, матросом на китобойном судне в Северном Ледовитом океане, ковбоем в Аризоне и золотоискателем в Неваде. Свободно говорил на нескольких языках.
Он вернулся в Венесуэлу через Мексику в 1909 году, вскоре после военного переворота Хуана Висенте Гомеса, который сместил своего противника Сиприано Кастро, и начал сотрудничать с рядом газет, где выступал с политическими статьями. Вскоре он был объявлен врагом нового президента из-за якобы симпатий к коммунизму, хотя на деле Мендес был впоследствии противником Советской России. Собрав в 1911 году вооружённый отряд, Ногалес почти два года сражался против венесуэльских властей, базируясь в почти неисследованном районе Льянес на границе с Колумбией, где в том числе побуждал местного губернатора поднять восстание против Гомеса, но в итоге потерпел поражение от президентских войск и был вынужден эмигрировать, после этого вернувшись на родину лишь раз.

## Первая мировая война
Вскоре после начала Первой мировой войны, в сентябре 1914 года, Ногалес предпринял неудачную попытку поступить в бельгийскую или французскую армию, но от него потребовали отказаться от венесуэльского гражданства, чего он делать не захотел.
Поскольку Ногалесу было всё равно за кого воевать, он обратился к германской армии, где его приняли без отказа от гражданства и направили в январе 1915 года военным советником в армию Османской империи, где он вскоре получил титул бея. 12 февраля 1915 года Ногалес занял один из руководящих постов в 3-й армии и служил на Кавказском фронте. В апреле и мае 1915 года он служил при турецкой жандармерии на севере страны и тогда же попросил освободить его от этой службы в знак протеста, когда он стал свидетелем расправы турок над армянами после Ванского сражения. Он служил в османских войсках на протяжении всей Первой мировой войны, воевал на Кавказском фронте, в Месопотамии и Палестине, в 1917 году командовал 3-й кавалерийской дивизией, участвовавшей в обороне Иерусалима от англичан. Ногалес был награждён германским Железным крестом первого класса кайзером Вильгельмом II и получил несколько османских наград, а также звание генерал-майора османской армии.

## Последующие годы
После Первой мировой войны он путешествовал по странам Центральной Америки, какое-то время провёл у колумбийских повстанцев, ездил в Калифорнию, где общался с мексиканским анархо-коммунистом Рикардо Флоресом Магоном, в 1927 году отправился в Никарагуа, когда туда вторглись американские войска — формально в качестве журналиста, оставаясь там на протяжении четырёх месяцев; в этой стране совместно с революционером Аугусто Сесаром Сандино участвовал в нелегальной деятельности. В этот и последующий период времени он жил во многом за счёт финансовой поддержки своей младшей сестры Анны Марии, которая была замужем за богатым немецким графом, и периодически выезжал в Европу.
Когда в 1935 году президент Гомес умер, а к власти в Венесуэле пришёл Элеасар Лопес Контрерас, Ногалес вернулся в Каракас. Ему предложили незначительный пост в налоговом ведомстве, который он принял, но вскоре был оттуда уволен. После этого Ногалес уехал в Панаму, где получил должность в управлении местной полиции (в его задачу входила полицейская реформа) и где до конца жизни вынашивал планы организации на родине переворота, но вскоре умер. По одной из версий, у него возник воспалительный процесс в горле, а после небольшой операции развилась пневмония, ставшая причиной смерти; по другой версии, он умер после инсульта.
Ногалес на протяжении своей жизни состоял членом Королевского географического общества, Американского географического общества и Берлинского географического общества. Он написал несколько книг о своей жизни: «Cuatro años bajo la Media Luna» (1925; о его службе в качестве офицера османской армии; была написана им в Андах, впоследствии переведена на многие языки и пользовалась большим успехом); «El saqueo de Nicaragua» (1928) и «Memorias de un Soldado de Fortuna» (1932). Его рассказы о преступлениях, совершённых против армян в Османской империи, опубликованные в книге «Cuatro años bajo la Media Luna», признаны на Западе одним из важных доказательств геноцида армян.